# Lliga neerlandesa de futbol 1902-03
La Lliga neerlandesa de futbol 1902–1903 va ser disputada per divuit equips que participaven en tres divisions. Aquesta temporada, la divisió oest s'havia dividit en dos, creant l'Eerste Klasse West-A i l'Eerste Klasse West-B. El campió nacional seria determinat per un play-off amb els guanyadors de les tres divisions dels Països Baixos. L'HVV Den Haag va guanyar el campionat en vèncer els equips Vitesse Arnhem i Volharding.

## Nous equips
Eerste Klasse Oest-A:
- L'Sparta Rotterdam va tornar després d'un any d'absència

Eerste Klasse West-B: (nova divisió)
Mogut des de la divisió est:
- Hèrcules

Moguts des de la Divisió Oest-A:
- HBS Creayenhout
- Rapiditas Rotterdam
- Koninklijke HFC

Nous:
- Quick 1890
- Volharding

## Divisions

### Eerste Klasse Est
| Pos | Equip               | PJ | PG | PE | PP | GF | GC | Pts | DG  | Notes                                         |
| --- | ------------------- | -- | -- | -- | -- | -- | -- | --- | --- | --------------------------------------------- |
| 1   | SBV Vitesse         | 10 | 9  | 0  | 1  | 42 | 13 | 18  | +29 | Classificat al play-off final pel títol.      |
| 2   | PW                  | 10 | 6  | 1  | 3  | 45 | 20 | 13  | +25 |                                               |
| 3   | Go Ahead Wageningen | 10 | 5  | 1  | 4  | 31 | 27 | 11  | +4  | Es van fusionar per formar el GVC Wageningen. |
| 4   | Quick Nijmegen      | 10 | 3  | 2  | 5  | 20 | 29 | 8   | -9  |                                               |
| 5   | Koninklijke UD      | 10 | 3  | 1  | 6  | 23 | 37 | 7   | -14 |                                               |
| 6   | Victoria Wageningen | 10 | 1  | 1  | 8  | 12 | 47 | 3   | -35 | Es van fusionar per formar el GVC Wageningen. |

PJ = Partits jugats; PG = Partits guanyats; PE = Partits empatats; PP = Partits perduts; GF = Gols a favor; GC = Gols en contra; Pts = Punts; DG = Diferència de gols

### Eerste Klasse Oest-A
| Pos | Equip                    | PJ | PG | PE | PP | GF | GC | Pts | DG  | Notes                                       |
| --- | ------------------------ | -- | -- | -- | -- | -- | -- | --- | --- | ------------------------------------------- |
| 1   | HVV Den Haag             | 10 | 5  | 4  | 1  | 27 | 10 | 14  | +17 | Classificat al play-off final pel títol.[1] |
| 2   | Sparta Rotterdam         | 10 | 4  | 4  | 2  | 18 | 11 | 12  | +7  |                                             |
| 3   | Ajax Sportman Combinatie | 10 | 4  | 3  | 3  | 23 | 20 | 11  | +3  |                                             |
| 4   | Velocitas                | 10 | 5  | 1  | 4  | 21 | 19 | 11  | +2  | Traslladat a la Divisió Oest-B.             |
| 5   | HFC Haarlem              | 10 | 1  | 6  | 3  | 19 | 27 | 8   | -8  | Traslladat a la Divisió Oest-B.             |
| 6   | RAP                      | 10 | 1  | 2  | 7  | 12 | 33 | 4   | -21 |                                             |

PJ = Partits jugats; PG = Partits guanyats; PE = Partits empatats; PP = Partits perduts; GF = Gols a favor; GC = Gols en contra; Pts = Punts; DG = Diferència de gols
[1] L'HVV Den Haag també és traslladat a la Divisió Oest-B per a la propera temporada.

### Eerste Klasse Oest-B
| Pos | Equip               | PJ | PG | PE | PP | GF | GC | Pts | DG  | Notes                                    |
| --- | ------------------- | -- | -- | -- | -- | -- | -- | --- | --- | ---------------------------------------- |
| 1   | Volharding          | 10 | 9  | 1  | 0  | 29 | 12 | 19  | +17 | Classificat al play-off final pel títol. |
| 2   | HBS Craeyenhout     | 10 | 6  | 1  | 3  | 22 | 20 | 13  | +2  | Traslladat a la Divisió Oest-A.          |
| 3   | Koninklijke HFC     | 10 | 4  | 1  | 5  | 20 | 16 | 9   | +4  | Traslladat a la Divisió Oest-A.          |
| 4   | Hercules            | 10 | 4  | 1  | 5  | 24 | 21 | 9   | +3  |                                          |
| 5   | Rapiditas Rotterdam | 10 | 4  | 1  | 5  | 20 | 27 | 9   | -7  |                                          |
| 6   | Quick 1890          | 10 | 0  | 1  | 9  | 13 | 32 | 1   | -19 | Traslladat a la Divisió Oest-A.          |

PJ = Partits jugats; PG = Partits guanyats; PE = Partits empatats; PP = Partits perduts; GF = Gols a favor; GC = Gols en contra; Pts = Punts; DG = Diferència de gols

### Play-off pel campionat
| Pos | Equip        | PJ | PG | PE | PP | GF | GC | Pts | DG |
| --- | ------------ | -- | -- | -- | -- | -- | -- | --- | -- |
| 1   | HVV Den Haag | 4  | 4  | 0  | 0  | 11 | 2  | 8   | +9 |
| 2   | SBV Vitesse  | 4  | 1  | 0  | 3  | 6  | 10 | 2   | -4 |
| 3   | Volharding   | 4  | 1  | 0  | 3  | 7  | 12 | 2   | -5 |

PJ = Partits jugats; PG = Partits guanyats; PE = Partits empatats; PP = Partits perduts; GF = Gols a favor; GC = Gols en contra; Pts = Punts; DG = Diferència de gols